# Alessandra Ferezin
Alessandra Ferezin Guidugli OLY (Londrina, 7 de abril de 1976) é uma empresária e ex-competidora de ginástica rítmica brasileira. Foi medalhista de ouro nos Jogos Pan-Americanos de 1999. Representou o Brasil nos Jogos Olímpicos de Verão de 2000.
É irmã da também ex-ginasta Camila Ferezin.

## Biografia
Foi apresentada à ginástica rítmica quando ela e a irmã presenciaram um treino do esporte enquanto esperavam os pais no Colégio Estadual Vicente Rijo, em Londrina. Logo, começou a treinar no esporte. Competiu até 1995, quando interrompeu as atividades por causa do casamento e da gravidez. Voltou a competir em 1997, retornando à seleção brasileira.
Pela seleção brasileira, foi medalha de ouro no conjunto durante os Jogos Pan-Americanos de 1999, no Canadá. O resultado assegurou a vaga para os Jogos Olímpicos de 2000, na Grécia.
Em Sydney, ajudou o conjunto a chegar na final, ficando na oitava posição.
Após deixar o esporte, formou-se em educação física, tendo trabalhado como professora. Depois, passou a ser diretora-executiva na empresa Mary Kay.